# Noe Nojechowicz
Noe Nojechowicz (Polonia, 22 de diciembre de 1929-Buenos Aires, Argentina; 23 de julio de 1998) fue un pintor surrealista argentino.

## Biografía
Emigró con su familia a la Argentina en 1933 realizando estudios en el taller de Juan Batlle Planas.

"...Una noche, después de clase, lo acompañábamos varios alumnos desde el taller hasta su casa. Íbamos siempre por la calle Independencia, el paseo se había con- vertido en una costumbre que disfrutábamos todos. De pronto se nos cruza lo que parece ser una mendiga, un personaje extraño y algo siniestro, envuelto en una especie de manto oscuro de pies a cabeza. Batlle se detiene, observa, y luego nos dice, mientras reanudamos la marcha: ‘Si uno pinta ese ser, seguro que no le creen y lo llaman surrealista’”.
.."

Nojechowicz expone en salas y galerías desde 1964, primero en Argentina y luego en el extranjero: Camden Arts Centre, Londres (1971), Kioto, Tokio, Hong Kong, Lille y Nantes.
Fue premiado en 1972 con el Primer Premio Internacional en el Salón Interamericano de Pintura de Quito (Ecuador) y en 1982 obtuvo el Premio Tres Arroyos de la Academia Argentina de Bellas Artes.
En 1982 recibió el Premio Konex a la pintura surrealista.